# Enginuity

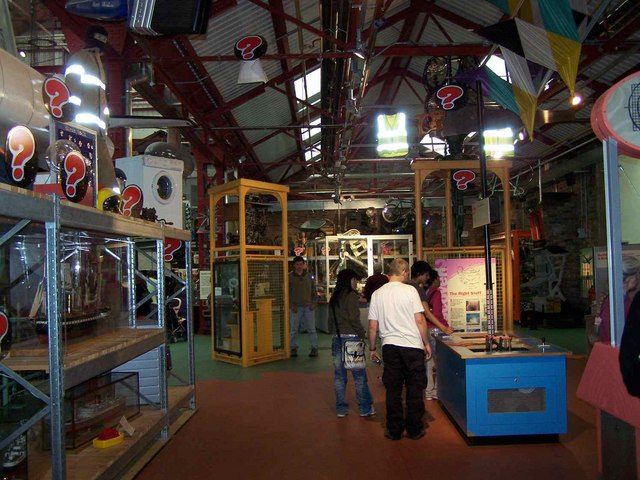
Enginuity

Enginuity는 아이언브리지 협곡 박물관 트러스트가 관할하는 박물관 중 하나이다.